# E421
La ruta europea E421 és una carretera que forma part de la Xarxa de carreteres europees. Comença a Aix-la-Chapelle (Alemanya) i finalitza a Luxemburg passant per Bèlgica. Té una longitud de 173 km. Té una orientació de nord a sud.

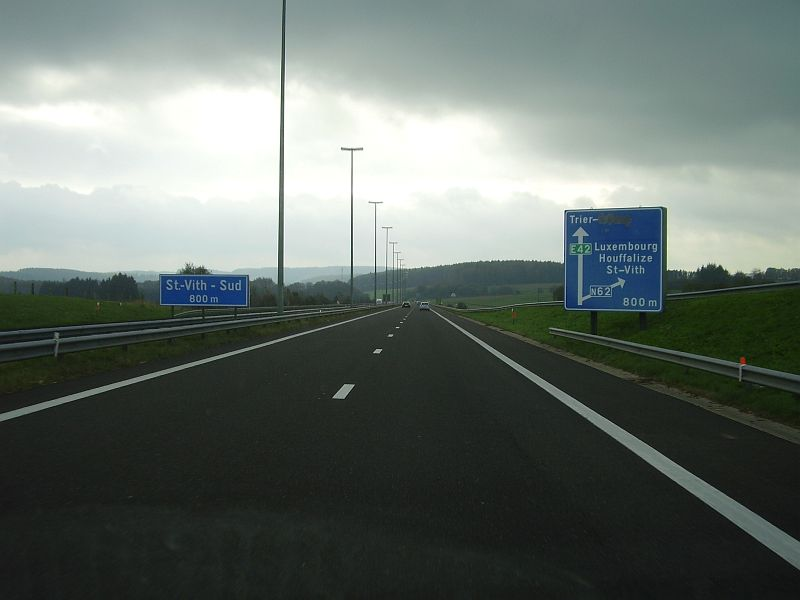
Ruta europea E421 al seu pas per St-Vith (Bèlgica).